# دراژینوویچی
دراژینوویچی (به صربی: Dražinovići) یک منطقهٔ مسکونی در صربستان است که در Požega واقع شده‌است. دراژینوویچی ۳۵۲ نفر جمعیت دارد.